# Римбу
Римбу (на шведски: Rimbo) е град в лен Стокхолм, източната част на централна Швеция, община Нортеле. Намира се на около 55 km на североизток от централната част на столицата Стокхолм. Шосеен и жп транспортен възел. Населението на града е 5346 души (31 декември 2023).